# Kitiona Tausi
Kitiona Tausi, né en décembre 1954, est un chapelain, journaliste et homme politique tuvaluan.

## Biographie
Trésorier national de la Croix-Rouge tuvaluane et président de la branche de la Croix-Rouge à l'atoll de Nanumaga, il est pasteur de l'Église des Tuvalu (en), église congrégationaliste et religion d'État des Tuvalu, dont il devient à terme le secrétaire général. Également entrepreneur et membre de l'Organisation nationale du secteur privé des Tuvalu, il entame en 2017 à l'âge de 63 ans des études de Master d'administration des affaires au campus tuvaluan de l'université du Pacifique Sud.
Nommé président du comité de direction de la Broadcasting Corporation of Tuvalu, la société publique nationale de radiodiffusion, il exerce cette fonction tout en demeurant à la tête de l'Église et, en 2022, entre en politique en se présentant à l'élection législative partielle du 5 juillet dans la circonscription de Nanumaga due à la mort du député Minute Alapati Taupo. Il remporte le scrutin avec 35,9 % des voix face à deux adversaires, et entre au Fale i Fono, le parlement national. Il est alors nommé vice-Premier ministre, ministre du Commerce extérieur et ministre des Pêcheries par le Premier ministre Kausea Natano. Il est battu dans sa circonscription aux élections législatives de janvier 2024.